# Area 23 di Brodmann
L'area 23 di Brodmann (BA23) è una regione del cervello corrispondente a parte della corteccia cingolata posteriore. Si trova tra l'area 30 di Brodmann e l'area 31 di Brodmann ed è localizzata nella parete mediale del giro del cingolo, fra il solco cingolato e il solco del corpo calloso.

## Negli umani
L'area 23 è anche nota come area ventrale cingolata posteriore. L'area è una suddivisione della regione cingolata della corteccia cerebrale definita mediante la citoarchitettura. Nell'uomo occupa gran parte del giro del cingolo posteriore adiacente al corpo calloso. All'estremità caudale è circondata approssimativamente dal solco parieto-occipitale. Citoarchitettonicamente è circondata dorsalmente dall'area 31, rostralmente dall'area 24 di Brodmann, e ventrorostralmente, nella metà caudale, dalla regione retrospinale (Brodmann-1909).

## Nei cercopitechi
L'area 23 di Brodmann è una suddivisione della corteccia cerebrale del guenon definita sulla base della citoarchitettura. Brodmann la considera come un omologo topografico e citoarchitettonico dell'area cingolata ventrale posteriore 23 e l'area cingolata posteriore dorsale 31 dell'umano (Brodmann-1909). Fra i tratti distintivi (Brodmann-1905): la corteccia è relativamente sottile; predominano le cellule più piccole; maggiore densità cellulare dello strato multiforme (VI), confine netto con la sostanza bianca subcorticale; lo strato granualare interno (IV) è ben sviluppato; lo strato piramidale interno (V) contiene una densa popolazione di cellule gangliari rotonde, di medie dimensioni concentrate ai confini con il Iv strato; gli strati V e VI sono strati in un confine comune distinto.

## Nei macachi
I ricercatori  Bonin e Bailey hanno descritto un'area nel macaco, chiamata LC, che coincide con l'area 23 di Brodmann. L'area LC
copre la parte posteriore del giro del cingolo e si stende nel solco cingolato dove, nella parete inferiore, si continua con la corteccia frontale FDL.

## Suddivisioni
L'area è stata ulteriormente suddivisa. Nel macaco (Macaca fascicularis) sono state suggerite le seguenti suddivisioni:
- 23i (interna)
- 23e (esterna)
- 23v (ventrale), la porzione più caudalventrale (inferiore) e con uno strato IV più sviluppato.

Un'altra ipotesi per il macaco (Macaca mulatta)
- 23a, adiacente al solco calloso vicino all'area 30 di Brodmann.
- 23b
- 23c

Un'ulteriore divisione per il 23b è:
- pv23b, parte posteroventrale del 23b, proiezioni talamiche dai nuclei anteriori.
- d23b, parte dorsale del 23b, connessioni dai nuclei anteriori.